# Packard Predictor
Packard Predictor – prototypowy samochód marki Packard zbudowany w 1956 roku. Zaprezentowany został na Chicago Auto Show w roku 1956. Zaliczał się do modnych wówczas, pokazywanych na wystawach "dream cars". Miał zwiększyć zainteresowanie mediów i publiczności ofertą firmą Packard, która po połączeniu z marką Studebaker zmierzała ku likwidacji, nie wytrzymując konkurencji ze strony szczególnie GM.
Zmontowano go jako dwudrzwiowe coupe we włoskich zakładach projektowych Ghia w Turynie. W grudniu 1955 przewieziono go do Nowego Jorku. Do jego budowy wykorzystano podwozie modelu Packard 400 (nr 5587-1003)
Początkowo miał nazywać się Packard Projector. Obecnie egzemplarz prototypu znajduje się w Studebaker National Museum w South Bend (stan Indiana).